# INVEP
INVEP (Akronym für Insolvenz Verwaltungs Programm) ist eine Branchensoftware für Insolvenzverwalter, Restrukturierer und Sanierer. Hersteller ist die André Koppel Software GmbH mit Sitz in Berlin.

## Entwicklungsgeschichte
1994 wurde für das Amtsgericht Berlin das Konkursmanagementsystem KoKa (KonkursKartei) entwickelt. Es handelte sich dabei um das deutschlandweit erste DV-gestützte System zur Verwaltung von Konkursen, Gesamtvollstreckungen und Vergleichen bei Gerichten. Das Programm wurde für ein Sinix-System programmiert und war bis zum 1. Januar 1999 im Betrieb. Für Recherchen wurden in dieses System auch die historischen Daten aller Konkurse seit 1933 eingepflegt. Ein besonderes Merkmal von KOKA war das phonetische Suchsystem für Personen- und Firmennamen. Es führte zu einer deutlichen Reduktion von falschen Negativauskünften, denn es wurden Namen auch dann gefunden, wenn sie abweichend buchstabiert wurden.
Ab 1998 wurde die Gerichtssoftware KIKO für die 1999 in Kraft tretende Insolvenzordnung entwickelt. Die Entwicklung erfolgte unter LINUX, das System an sich wurde unter Solaris betrieben. Auf den PC-Arbeitsplätzen wurde eine X11-Software für den Zugriff installiert. KIKO stand ab dem 1. Januar 1999 mit dem Inkrafttreten der neuen Insolvenzordnung beim Amtsgericht Charlottenburg zur Verfügung und war dort bis 2014 auf über 50 Arbeitsplätzen im Dauereinsatz. Da die laufenden Verfahren nicht in das Nachfolgesystem importiert werden konnten, steht KIKO seit Inbetriebnahme des Nachfolgesystems nur noch zur Bearbeitung von Altverfahren und zur historischen Recherche auf 10 Arbeitsplätzen zur Verfügung (Stand 2017).
Aus dem Know-how bei der Entwicklung dieser Software-Systeme heraus entstand die Insolvenzverwaltersoftware INVEP. Die Software wurde zunächst nur in einem begrenzten Kreis von Insolvenzverwalter-Kanzleien eingesetzt. Die Vermarktung erfolgte ab dem Jahr 2004. Seit 2009 ist INVEP Lehrstandard an der Hochschule Schmalkalden für Wirtschaftsrecht. An der Hochschule Schmalkalden wird auch die Fortbildung zum Sanierungsmanager angeboten, bei der die Software integraler Bestandteil ist.

### Versionen (Auswahl)
| Veröffentlichung | Wichtigste Neuerungen |
| ---------------- | --- |
| 1999             | - Erste Programmversion basierend auf den Ideen und Konzepten von KOKA und KIKO, enthaltene Module: Stammdaten, Buchhaltung, Gläubigerverwaltung, Forderungseinzug, Rechtemanagement, Office-Integration, Termin-Verwaltung, Dokumentenmanagement |
| 2003             | - Neue Module zur Verwaltung von Masseverzeichnissen - CSV-Export-Option für alle angezeigten Auswertungen - Personalmanagement- und Controlling-Module |
| 2004             | - Neue Module zum Datenimport von Personendaten und Masse-Gegenständen, Import von Fremdprodukt-Datenbanken erweitert - Erweiterung der Quotenrechnung um Nullstellensuche zum Ausgleich von Centdifferenzen |
| 2007             | - Ausbau der bereits von Anfang an enthaltenen Makrosprache zu einer vollwertigen BASIC-artigen Scriptsprache - Erste Version des Vergütungsrechners für Insolvenzverfahren (nach InsVV) inkl. Rekursionsberechnung |
| 2008             | - Integration einer Texterkennung für in das Archiv eingescannte Dokumente |
| 2010             | - Implementierung eines Daten-Sonderformats zum Einlesen aufbereiteter Fremdbuchhaltungen zur Anfechtungsanalyse |
| 2012             | - Integration mehrerer Module zur Generierung und Auslieferung von Daten gemäß Insolvenzstatistikgesetz - Benford-Analysen in allen Fachbereichen zur Qualitätssicherung |
| 2013             | - Neue nunmehr selbst erstellte Module zum Import von Fremdbuchhaltungen bei Beibehaltung der originalen Struktur, erste Analysemodule zur Betrugserkennung - KI-Engine zur automatischen Erkennung von Buchhaltungskonten - Vollwertige Mathematica-Integration zur 3D-Visualisierung von Buchhaltungen und Zahlungsströmen, weitere Manipulations-Detektoren                    |
| 2014             | - Weitere Analysemodule zur Detektion von irregulären Buchungsvorgängen, Erweiterung der KI-Engine zur Kontenerkennung - Integration von R zur einfachen 2D-Visualisierung |
| 2015             | - Integration von LaTeX für die schnelle Erstellung von individuellen Massenanschreiben - Finale Integration der Deckungsanalyse zur Ermittlung des Zeitpunkts der Zahlungsunfähigkeit (als Tabelle und als interaktives CDF-Dokument) |
| 2016             | - Unterstützung der International Financial Reporting Standards in der INVEP-Buchhaltung sowie der INVEP.Quantum-Datenanalyse zur Bearbeitung von auf internationalen Rechnungslegungsvorschriften basierenden Buchhaltungen - DocSearch zur forensischen Analyse von E-Mail-Systemen und sonstigen Datenbeständen, es wird ein Zeitstrahl der kritischen Kommunikation erstellt. |

## Funktion
INVEP ist eine Appliance zur Verwaltung von Insolvenzen, zur Restrukturierung und zur Sanierung. Die Software läuft auf einem Linux-System, die Bedien-Arbeitsplätze können Windows-PCs, MACs oder (mobil) iPADs sein. Das System wird in einer Virtualisierungsumgebung (VMWare, Hyper-V) betrieben. Die Installation beinhaltet INVEP-Module, die dann bedarfsbezogen freigeschaltet werden können. Die Insolvenzverwalter-Software deckt alle Bereiche der Insolvenzverwaltung von Verbraucherinsolvenzen und Regelinsolvenzen ab. Die verschiedenen Fachbereiche wie Tabellenerstellung, Forderungs-, Adress- und Terminverwaltung sind jeweils mit speziellen Funktionen erweitert, die die Verwaltung auch sehr großer Datenbestände ermöglichen.

### Technische und mathematische Herausforderungen

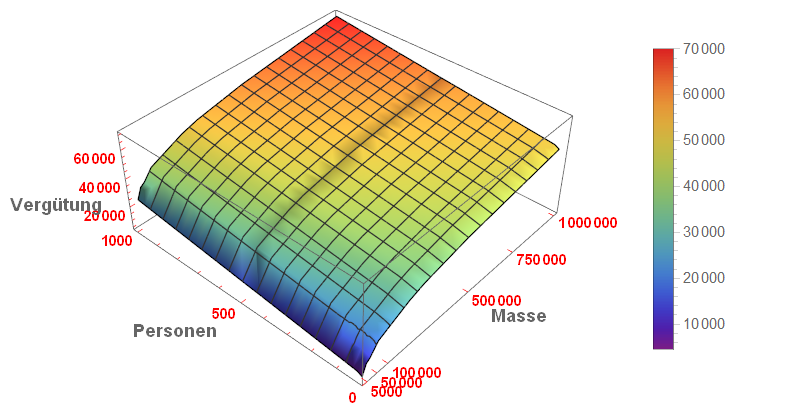
Vergütung in Insolvenzverfahren

Das Insolvenzrecht enthält in seinen verschiedenen Fachbereichen sehr genaue Angaben darüber, wie bestimmte Berechnungen durchzuführen sind (z. B. in der Quotenrechnung, also beim Geld, das den Gläubigern gezahlt wird oder in der Vergütungsberechnung). Der Gesetzgeber hat dabei jedoch in der Regel außer Acht gelassen, dass eine einfache Formelumsetzung nicht funktioniert, da vorhandene Geldmittel nur auf Cents genau verrechnet werden können. Diese centgenaue Berechnung führt jedoch immer wieder zu Ungerechtigkeiten im Bereich von Prozentbruchteilen. Solche Ungerechtigkeiten oder Benachteiligungen können sich im Laufe eines Verfahrens bis in sichtbare Größenordnungen akkumulieren. Dies widerspricht jedoch den Grundsätzen des Rechts. Alle entsprechenden INVEP-Rechenmodule enthalten daher passende Näherungs- und Kompensationsverfahren (teilweise Nullstellensuchen), um entstandene Benachteiligungen wieder auszugleichen.
Im deutschen Insolvenzrecht existieren so gut wie keine Standards für das Formularwesen. Innerhalb eines Insolvenzverfahrens gibt es annähernd 100 verschiedene Formulare und Ausdrucke, die in Abhängigkeit vom zuständigen Gericht oder sogar durch die Anforderungen der Rechtspfleger teilweise sehr unterschiedliches Aussehen haben. Die Ausgestaltung von grundsätzlich gleichen Formularen kann zwischen verschiedenen Gerichten so unterschiedlich sein, dass ein für ein Gericht erzeugter Ausdruck von einem anderen Gericht als formal falsch abgelehnt wird. Insolvenzmanagementsysteme wie INVEP enthalten daher nicht nur eine große Formularsammlung, sondern zusätzlich noch weitreichende Individualisierungsmöglichkeiten, um auf die Wünsche der Sachbearbeiter, Gerichte und Rechtspfleger einzugehen. INVEP enthält etwa 400 Formulare mit mehr als 2.000 unterschiedlichen Erscheinungsformen. Bei Bedarf kann der Anwender eigene Formulare anlegen.
Zusätzlich enthält das Programmsystem eine Vielzahl an Modulen, mit denen die Qualität der Sachbearbeitung sichergestellt werden kann. Solche Qualitätssicherungsmaßnahmen werden nicht nur von den Berufsverbänden gefordert (GOI), sondern stellen auch sicher, dass eine gesetzeskonforme Bearbeitung durchgeführt wurde.

### Herausforderungen in der Anwenderführung
Das Geschäft der Insolvenzbearbeitung ist einerseits ein Massengeschäft, da es immer wieder gleichartige Vorgänge gibt. Andererseits gibt es ein extrem hohes Maß an individueller Sachbearbeitung. Jedes Verfahren ist anders – auch wenn bestimmte Vorgänge wiederkehrend sind. Häufig existieren komplexe juristische Vorgänge, die dergestalt gar nicht vom Gesetz vorgesehen sind (Beispiel Rücknahmen auf bereits festgestellte Forderungen). Insbesondere gesetzlich nicht normierte Vorgänge müssen sinnvoll und konsistent erfassbar sein.
Die gesamte Sachbearbeitung erfolgt häufig unter einem immensen Zeitdruck, teilweise müssen sehr viele Verfahrensbeteiligte in kürzester Zeit erfasst und angeschrieben werden (dies ergibt sich aus den gesetzlich geregelten Fristen). Es zeigt sich, dass häufig sehr individuelle Anschreiben, die aber gleichzeitig in sehr großen Mengen erzeugt werden müssen, jede Office-Integration an ihre Lastgrenzen bringen. Diese Probleme kann auch INVEP nicht abschließend lösen, daher enthält das System für die Generierung des anfallenden Schriftwerks zwei autarke Module. In das System integriert ist eine MS-Office-Integration, die jedoch bei der Generierung von mehreren tausend Briefen keine Höchstgeschwindigkeit erzeugt. Als Alternative dazu ist ein LaTeX-Schriftwerkgenerator integriert, der zwar nicht so anwenderfreundlich wie die Office-Anbindung ist, der jedoch selbst zehntausende von Schreiben in kurzer Zeit erzeugen kann.

## Modulstruktur
Das gesamte System besteht aus einer Vielzahl an Modulen, die dynamisch erweitert, konfiguriert und aktualisiert werden können. Die Modulstruktur ist so ausgelegt, dass Erweiterungen, Änderungen und Updates im laufenden Betrieb eingespielt werden können. Damit werden Ausfallzeiten (z. B. aus Wartungsgründen) minimiert. Grundsätzlich können Module in allen von Linux unterstützten Programmiersprachen eingebunden werden. Die Hersteller-Module selbst sind jedoch alle in C, ESQL/C, Perl, Mathematica und R programmiert. Das Grund- oder Basispaket enthält sämtliche Module zur Bearbeitung beliebig vieler und beliebig großer Insolvenzverfahren.
Im Bereich der Auswertungen, Analysen und Ausdrucke ist es nur selten notwendig, tatsächlich echte neue Module zu erstellen, da der Großteil der Formulare und Auswertungen in Form von XML- und SQL-Strukturen vorliegt, und von einer graphischen Benutzeroberfläche verarbeitet wird. Neue Analysen und Auswertungen werden daher in der Regel in Form neuer Text-Steuerungsdateien (SQL und XML) erstellt.
Das INVEP.Basic Paket kann durch weitere Module erweitert werden, z. B. durch ein Gläubigerinformationssystem, Personalverwaltung, Controlling u. v. m.

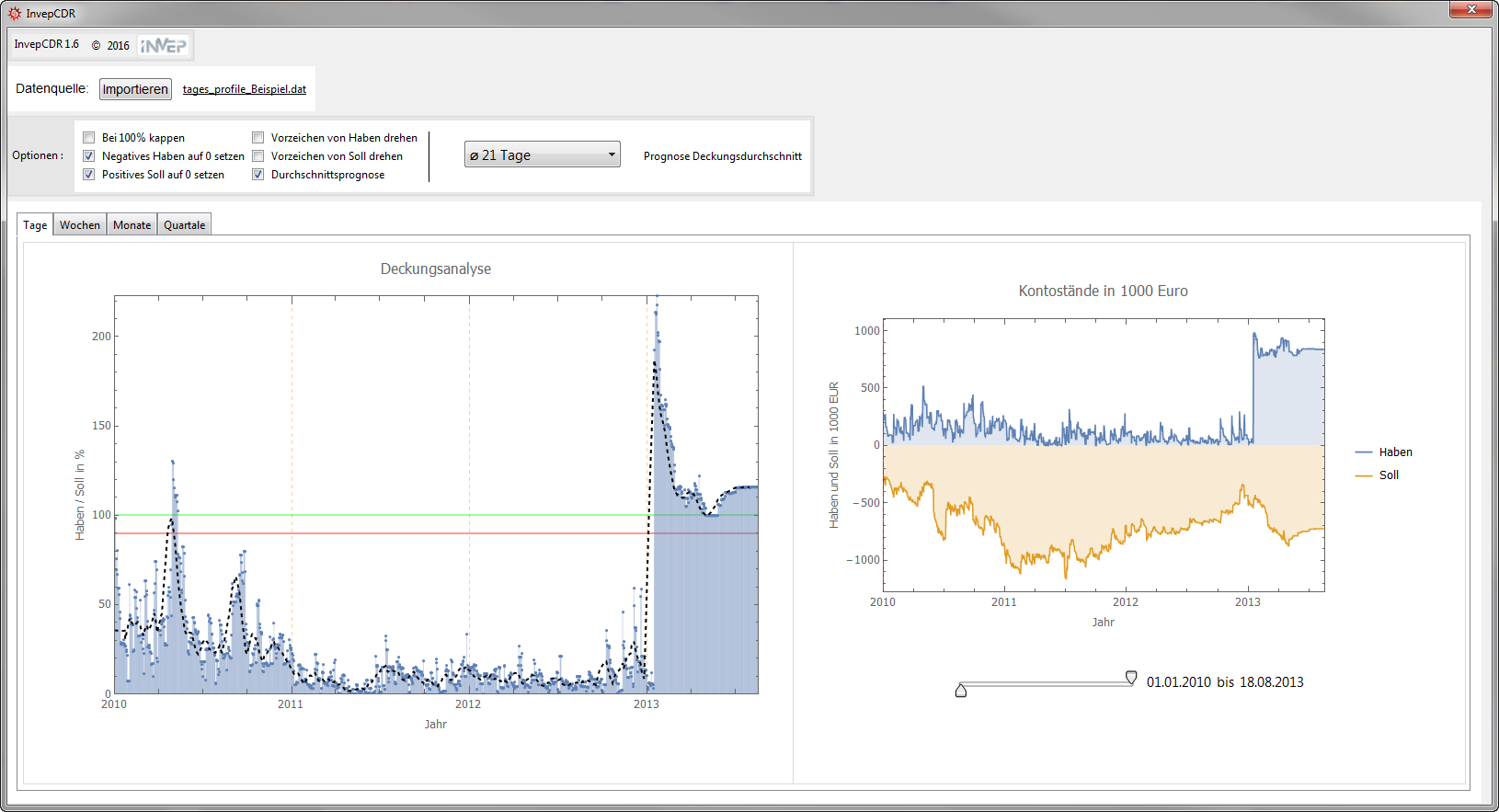
Deckungsanalyse mit INVEP.Quantum

Seit 2014 gibt es das Finanzanalyse-Modul INVEP.Quantum. Es wurde ursprünglich zur Detektion von Anfechtungstatbeständen und der Ermittlung des Zeitpunkts der Zahlungsunfähigkeit entwickelt. Das Analysesystem ermöglicht die interaktive dreidimensionale Visualisierung von Finanzdaten. Dadurch können Buchungsvolumen mit Millionen von Datensätzen übersichtlich dargestellt werden. Für die Visualisierung der Ergebnisse in INVEP-Quantum wird das CDF-Format verwendet. Dadurch wird zur Betrachtung der Ergebnisse nur ein Wolfram-CDF-Player benötigt. Mathematische Werkzeuge helfen dabei, Vorgänge zu detektieren, die bei einer manuellen Betrachtung von Buchungen unerkannt bleiben. Über die Verwendung in Insolvenzverwaltungskanzleien hinaus wird INVEP.Quantum zunehmend in Wirtschaftskreisen zur Unterstützung von Unternehmensbewertungen sowie zur Betrugserkennung eingesetzt. Seit 2015 wird INVEP.Quantum als eigenständiges Produkt angeboten.

### Erweiterungen durch Fremdanbieter
Basierend auf den definierten Schnittstellen können Fremdanbieter eigene Erweiterungen anbieten, die auf das System selbständig zugreifen. INVEP überwacht dabei ständig, ob die Zugriffe gemäß der zugewiesenen Rechte zulässig sind. So gibt es zum Beispiel die Möglichkeit, einen eigenen Webserver anzubinden, der das INVEP-Dokumentenmanagement-System als Mediawiki visualisiert und damit über die in INVEP integrierten Zugriffsmechanismen eigene Arten der Anzeige und Suche implementiert.

## Makrosprache
Das Programmsystem enthält eine eigene Makrosprache (OBAS), die – an BASIC angelehnt – die Automatisierung von Erfassungsvorgängen erleichtert. Die Programmiersprache ist in allen Erfassungsfeldern, beim Öffnen und Schließen von Bildschirmmasken sowie beim Betätigen von Buttons aktiv. Sie führt im Bedarfsfall Berechnungen oder Auswertungen durch, die dann automatisch angezeigt oder eingetragen werden.
Neue Funktionalitäten werden in INVEP in der Regel zuerst in Form von Erweiterungen der Makrosprache implementiert. Nachdem die Funktionen auf diesem Wege getestet wurden, wird jeweils ein Masken- und Bediensystem hinzu gebaut und die neue Funktionalität wird dem Anwender zusätzlich in Form von neuen, menügeführten Bedienmodulen zur Verfügung gestellt.
Neben den üblichen BASIC-Konstrukten wurde die Sprache stark um SQL-, Listen-, Bildverarbeitungs- und Kryptographie-Mechanismen erweitert. So ist es zum Beispiel möglich, mit wenigen Code-Zeilen eine automatische OCR-Verarbeitung von in das DMS eingescannten Dateien durchzuführen:
```
res=ARCHIVE OCR(asnr;0)
wordlist$=LIST WORDLIST$(TEXT FROM PDF$(res);0)
words=LIST LEN(wordlist$)
ad$="Anzahl Wörter: "&VAL$(words)

```

## Auszeichnungen
2013 erhielt INVEP den Innovationspreis-IT Best of 2013.
2015 erhielt das Softwaremodul INVEP.Quantum den Wolfram Innovator Award 2015 von Wolfram Research für die bis dahin weltweit einzige Finanzanalysesoftware auf der Basis von Wolfram Mathematica.